# 石橋玄俊
石橋 玄俊（いしばし げんしゅん、生年不詳 - 大正5年〈1916年〉）は日本の医師。鳥取県米子・寺町の心光寺通りで開業していた医師。元俊とも表記する。

## 経歴
若くして漢学、医術を学んでおり、ことに蘭方をよくし、明治の初年頃には多くの医学生を教えていた。その頃はまだ定められた医師に数年間実地教育を受けていれば医師免許が取れた時代であったので、玄俊宅には通学生や、住み込みの書生がいつも数人居て医術を学んでいた。明治末から大正にかけて米子一の開業医といわれた小川愛蔵も玄俊に学んだ一人である。
当時の西洋医は水薬を多く用いた。水薬専用のガラス瓶は値が高かったので、玄俊は貧乏な患者には「瓶を持ってこい」と言って各自の家の適当な瓶を持って来させ、どんどん自家製の水薬を注いで飲み方を教えていたという。
コレラに罹り、大正5年（1916年）頃亡くなる。75歳であった。

## 人物像

### 自己隔離をして死ぬ
晩年になって大正5年（1916年）頃、近所に疑似コレラが発生した。当時の防疫は患者の隔離と石炭酸による消毒、石灰乳の散布位のものであった。もちろん患者の発生した地域は交通を遮断した。米子には明治19年（1886年）に米子の城山裏の深浦に避病院が建てられていた。
玄俊はコレラに罹っていたが、「医者が自分がコレラだ言って避病院に行くのもおかしいけんな」、「医者でも皆の者にコレラを移してもいけんし、交通遮断された所は通れん」と述べ、自己隔離をして自宅でひっそりと亡くなった。